# Malmö kommun
Malmö kommun er en kommune i Skåne län (Skåne) i Sverige. Kommunen har et areal på 334 km2
og et befolkningstal på 365.644 (2024) indbyggere. Hovedbyen og den største by er byen Malmø.

## Byområder
Der er otte byområder i kommunen.
Indbyggere pr. den 31. december 2005.
| # | Byområde         | Befolkning |
| - | ---------------- | ---------- |
| 1 | Malmø            | 258.020    |
| 2 | Oxie             | 9.225      |
| 3 | Bunkeflostrand   | 6.874      |
| 4 | Tygelsjö         | 1.862      |
| 5 | Kristineberg     | 1.076      |
| 6 | Södra Klagshamn  | 975        |
| 7 | Vintrie          | 338        |
| 8 | Västra Klagstorp | 266        |

Pr. 1. juli 2013 erstatedes den tidligere byområdeinddeling af en ny inddeling bestående af fem byområder.
| Byområde    | Befolkningstal | Areal (hektar) | Befolkningstæthed (indb./km²) | Byområderne på kort |
| ----------- | -------------- | -------------- | ----------------------------- | ------------------- |
| Väster      | 74.782         | 6.048          | 1.236                         |                     |
| Innerstaden | 67.334         | 767            | 8.779                         |                     |
| Norr        | 61.125         | 2.397          | 2.550                         |                     |
| Söder       | 55.910         | 3.549          | 1.575                         |                     |
| Öster       | 44.057         | 3.280          | 1.343                         |                     |